# Щетинин, Михаил Петрович
Михаи́л Петро́вич Щети́нин (17 октября 1944, Новый Бирюзяк, Дагестанская АССР — 10 ноября 2019, Текос, Краснодарский край) — советский и российский педагог, один из основателей и академик Российской академии образования, основатель и директор экспериментальной общеобразовательной школы, создатель русской родовой школы.

## Биография
М. П. Щетинин родился 17 октября 1944 года в селе Новый Бирюзяк Кизлярского района Дагестанской АССР.
В 1973 году Щетинин заочно окончил Саратовский педагогический институт по специальности «музыка и пение» по классу баяна.
В 1973 году Щетинин работал директором музыкальной школы в Кизляре.
Приблизительно с 1974 года М. П. Щетинин работал директором школы в посёлке Ясные Зори Белгородской области. В вверенной ему школе он проводил педагогический эксперимент и разрабатывал идею создания школы с комплексным обучением, в которой усиленное внимание уделяется музыке, пению и хореографии.
В феврале 1977 году М. П. Щетинин стал членом КПСС.
Далее Михаил Петрович работал в селе Зыбково Кировоградской области, где до 1986 года занимал должность старшего сотрудника НИИ средств и методов обучения АПН СССР. В этом НИИ он являлся научным руководителем эксперимента по созданию школьного агропромышленного комплекса, в котором школьники учились в первой половине дня и трудились во второй половине для. В этой экспериментальной школе М. П. Щетинин внедрил педагогические новшества, в том числе сокращенное время уроков, безоценочные занятия, учёба от домашних заданий и другие. В 1986 году комиссия Министерства Просвещения СССР пришла к выводу, что эксперимент не дал положительного результата, и эксперимент был закрыт.
С 1986 до 1988 года М. П. Щетинин жил в Москве, написал книгу «Объять необъятное».
7 марта 1989 г. студия Останкино показала встречу с Михаилом Петровичем Щетининым, которая положила начало трансляции встреч с педагогами-новаторами по центральному телевидению.
С осени 1988 года Щетинин руководил школой в станице Азовская Краснодарского края, где внедрил обучение в разновозрастных группах.
В 1990 году по настоянию родителей в руководимой Щетининым школе были частично возвращены одновозрастные классы, а в 1991 году азовская школа была разделена на две — от прежней школы отделился «Центр комплексного формирования личности детей и подростков», в котором велось экспериментальное обучение в разновозрастных группах.
В 1991 году Щетинин стал одним из учредителей Российской академии образования и её академиком.
В 1994 году Михаил Петрович создал экспериментальную школу-интернат в посёлке Текос Краснодарского края, которую возглавлял до конца жизни.
18 марта 2020 года Арбитражный суд Краснодарского края вынес решение об аннулировании лицензии Лицея Щетинина на осуществление образовательной деятельности по требованию Министерства образования, науки и молодежной политики Краснодарского края. 22 апреля 2020 года Лицей подал апелляционную жалобу на решение суда. Суд оставил решение предыдущего суда в силе.
Михаил Петрович Щетинин скончался утром 10 ноября 2019 года в Текосе. Он похоронен в селе Текос у города Геленджика Краснодарского края рядом с могилами его родителей.

## Почётные звания и награды
- 14 декабря 1976 года — Почётная грамота Министерства Просвещения и Республиканского комитета профсоюзов работников просвещения, высшей школы и научных учреждений РСФСР[2].
- 22 мая 1978 года — значок «Отличник народного просвещения РСФСР»[2].
- 27 июня 1978 года — Медаль «За трудовую доблесть»[2].
- 25 февраля 1981 года — значок «Отличник народного просвещения УССР[укр.]»[2].
- 1990 год — звание «Заслуженный учитель РСФСР»[2].
- [когда?] Премия Ленинского Комсомола[источник не указан 473 дня]
- 2001 год — ООО «Русский биографический институт» присвоило Щетинину титул «Человек года» за развитие традиций и новаторство в школьном воспитании[8].